# Poiesis
In der Philosophie bezeichnet der Begriff Poiesis (von altgriechisch ποιέω ‚machen‘) ein (im Kontrast zum praktischen und theoretischen Handeln stehendes) zweckgebundenes Handeln (Aristoteles: Poietik).
Während in der Praxis das Handeln Selbstzweck ist (Freizeit, Kunst, Meditation), ist poietische Arbeit darauf ausgerichtet, etwas zu produzieren oder auf dem Umweg der Arbeit einen anderen Zweck (z. B. Bezahlung oder Vorteil) zu erreichen. Poietische Handlungen sind eher in sich abgeschlossen und erreichbar (definierter Endzustand > materielles Produkt > Gebrauchsobjekt). Aristoteles hebt insbesondere das Kriterium der Lehrbarkeit und präzisen Beschreibbarkeit der Handlungsschritte des poietischen Handelns hervor, die durchgeführt werden müssen, um ein Werk oder Werkstück herzustellen. Mit der Vollendung eines solchen Werkstücks ist die poietische Handlung abgeschlossen. 
Kritisch werden Entfremdungseffekte poietischer Haltungen gesehen, und zwar hinsichtlich
- der Arbeit (Arbeitnehmer ist ersetzbar, Produkt ist Ware, vgl. Karl Marx),
- der Gesellschaft (vgl. Hannah Arendt, Cornelius Castoriadis) und
- der Natur (Technikgläubigkeit und -abhängigkeit, Umweltzerstörung und Ressourcenraubbau, vgl.  Heideggers Technikkritik).

Grundsätzlich ist diese Unterscheidung begrifflich zu verstehen, da sich für die meisten Handlungen ein Zweck finden lässt und jede Handlung je nach Perspektive sowohl poietische als auch praktische Aspekte hat.   
Jürgen Habermas nennt zweckrationales Handeln strategisch erfolgsorientiert, wenn es in Konkurrenzdenken fußt, während instrumentell erfolgsorientiertes Handeln der Verständigung und Beobachtung (Zustandsänderung aufgrund von Ereignissen) dient. 
Die Unterscheidung zweckrationalen, instrumentellen und strategisch erfolgsorientierten Handelns von verständigungsorientiertem kommunikativem Handeln erfasst aber nicht die spezifische Differenz von Poiesis zu Praxis; Praxis war in der aristotelischen Handlungstheorie auch das Handeln der Freien, während poietisches Handeln den Handwerkern oder eben auch Sklaven vorbehalten war. 
In der Systemtheorie des 20. Jahrhunderts hat der Begriff Autopoiesis einige Bedeutung erlangt.